# Sürgöny (folyóirat, 1860–1867)
A Sürgöny az első Budapesti Hírlap (1853-1860) jogutódja volt, amely 1860. december 1-jén változtatta a nevét Sürgönyre. Teljes címén: „Sürgöny, mint Magyarország alkotmányos kormányának hivatalos közlönye”.  Kiadta Emich Gusztáv Pesten. 1867. március 10-én megszűnt. A lap hivatalos és nem hivatalos rovatokon kívül politikával is foglalkozott, közölt ezen irányban hazai és külföldi híreket; ezenkívül volt szépirodalmi és kritikai rovata s tárcája is. Folytatása a Budapesti Közlöny hivatalos lap volt.

## Szerkesztői
1. Vértei Ernő (1860. december 1-jétől)
2. Kecskeméthy Aurél (1864. július 1-jétől)
3. Bulyovszky Gyula (1864. december 11-től)
4. Kecskeméthy Aurél (1867. január 1. - 1867. március 10.)